# L’Esprit Nouveau

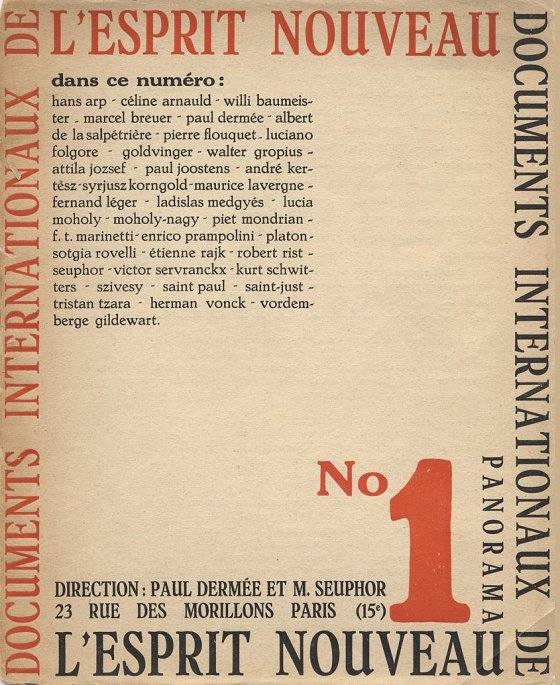
L’Esprit Nouveau Revue internationale d'Esthétique; Revue internationale illustrée de l'activité contemporaine. Art, lettres, sciences, architecture. N° 1 (October 1920) - N° 28 (January 1925); Herausgegeben von Paul Dermée, Michel Seuphor, Charles-Edouard Jeanneret [= Le Corbusier] und Amédée Ozenfant. Veröffentlicht von Éditions de l'Esprit Nouveau, Paris, Format 25 × 16,5 cm.

L’Esprit Nouveau war der Titel einer von Amédée Ozenfant und Le Corbusier gemeinsam mit Paul Dermée und Michel Seuphor zwischen 1920 und 1925 herausgegebenen Zeitschrift.

## Thematik
Diese Avantgarde-Zeitschrift, herausgegeben von Amadée Ozenfant und Le Corbusier hatte ein breites Spektrum an Themen und Ideen, von Kunst und Literatur, Architektur und Wissenschaft. Ziel dieser Zeitschrift ist es ihre Ideen zur Malerei und Architektur in der Öffentlichkeit zu verbreiten.
Zunächst lautete der Untertitel "Revue internationale d'esthétique" und später ergänzt "Revue internationale de l'activité illustré contemporaine …mit Themen aus Kunst, Literatur und Wissenschaften".

## Gründung und Zielsetzung
1917 verlegt Charles-Édouard Jeanneret-Gris seinen Wohnsitz und damit seien Arbeitsmittelpunkt nach Paris und nahm dort sein Pseudonym Le Corbusier an. In Paris beschäftigte er sich zunächst intensiv mit der Malerei begleitet von einer intensiven Auseinandersetzung mit dem Kubismus. Er lernte den Maler Amédée Ozenfant kennen mit dem sich in den folgenden Jahren eine künstlerische Zusammenarbeit ergab. 1918 entstanden seine erste Ölbilder (Stillleben) und er stellte gemeinsam mit Ozenfant aus.
Beide veröffentlichten zu ihrer ersten Ausstellung mit "Après le Cubisme" (Nach dem Kubismus) ihr Manifest für eine neue Kunst, den Purismus. Dessen Prinzipien, die rationale Komposition des Bildes/Bauwerkes aus elementaren geometrischen Formen und Vermeidung nur dekorativer Effekte, übernahm Le Corbusier auch in seine Architekturideen.
Um ihre Ideen zu Malerei und Architektur an die Öffentlichkeit zu verbreiten, gründeten sie 1920 gemeinsam mit Paul Dermée die Zeitschrift L’Esprit Nouveau. Gemeinsam verlegten sie "L'Esprit Nouveau", ein Magazin, das sich den verschiedenen Formen der Kunst, sowie der Psychologie, Wirtschaft, Politik, Architektur und dem Industriedesign widmete. In dieser Phase gab sich Jeanneret auch den bekannt gewordenen Namen Le Corbusier. Er wollte, dass man seine Arbeiten und Schriften als Architekt von seinen Werken als Maler unterscheiden könne.
Auf der Weltausstellung Exposition internationale des Arts Décoratifs et industriels modernes von 1925 in Paris zeigte Le Corbusier seinen Pavillon de L’Esprit Nouveau als Grundbaustein eines Villenblocks einer "geschlossenen Siedlung in Wabenform". Dieser Pavillon stellte in Architektur wie auch Inneneinrichtung und -dekoration die Ultima Ratio der puristischen Ästhetik dar.

## Ende
Bald nach dieser Ausstellung 1925 wurde die Zeitschrift L'Esprit Nouveau eingestellt. Differenzen zwischen Le Corbusier und Ozenfant führten zur Trennung. 1923 gab Le Corbusier sämtliche seiner Artikel aus L’Esprit Nouveau unter dem Titel Vers une Architecture als Buch heraus.